# Loup (nom vernaculaire)
Pour les articles homonymes, voir Loup (homonymie).
Taxons concernés
« Loups » dans la famille des Canidae :
- principalement dans le genre Canis :
  - voir texte
- dans d'autres genres :
  - Chrysocyon brachyurus
  - Dusicyon australis (éteint)
  - Pseudalopex culpaeus
  - etc.modifier

Le loup [lu] est un terme appartenant au vocabulaire courant du français qui ne correspond pas à un niveau précis de la classification scientifique des espèces. C'est en effet un mot ambigu qui désigne plusieurs espèces et de nombreuses sous-espèces de mammifères de la famille des Canidés, famille regroupant aussi les chacals, renards, etc. En général, loup fait référence au loup gris commun (Canis lupus lupus), ce dernier étant le plus connu et le plus largement répandu dans le monde. Pourtant, les loups ne se limitent pas à cette espèce, qui a donné également avec le temps le chien et le dingo. Hormis ce loup gris, il existe en effet parmi les canidés d'autres espèces de loups, dont la plupart sont menacées d'extinction et/ou protégées au XXIe siècle.
En Europe, le loup gris commun est la seule sous-espèce présente un peu partout dans ce continent, sauf en Russie, où vivent deux autres sous-espèces : le loup de Russie (Canis lupus communis) et le loup de Sibérie (Canis lupus albus).
En Amérique du Nord existent d'autres sous-espèces du loup gris, comme le loup du Canada (Canis lupus occidentalis) et le loup arctique (Canis lupus arctos), mais aussi du loup de l'Est (Canis lycaon) ou encore du loup rouge (Canis rufus).
À la lumière des recherches génétiques du XXIe siècle, certains auteurs considèrent en effet ces derniers comme suffisamment différents du loup gris, de même que le loup des Indes (Canis indica) ou encore un loup de l'Himalaya (Canis himalayensis), pour les traiter comme des espèces distinctes dans le genre Canis. Les autres sous-espèces du loup gris étant éparpillées en Eurasie et même, autrefois, jusqu'au nord de l'Afrique où survit encore le loup d'Éthiopie (Canis simensis). Enfin, les francophones donnent le nom de loup à quelques autres canidés qui, bien qu'assez proches des renards, présentent des ressemblances avec ceux du genre Canis.
Étant parmi les plus gros carnivores en Europe, les loups y ont été pratiquement exterminés, mais ils ont conservé dans l'imaginaire des populations une place très particulière. Connus pour vivre et chasser en meute, ils ont en effet la réputation très discutable de s'attaquer aux troupeaux ou même à des humains, amplifiant ainsi les peurs collectives et les polémiques à propos de leur retour dans les territoires où ils avaient disparu.

## Étymologie et vocabulaire
Le terme loup remonte au latin lupus via l'ancien français leu au nord et lou au sud-est. On retrouve la forme ancienne dans l'expression à la queue leu-leu, qui désigne à l'origine le mode de déplacement d'une meute de loups en chasse.
La femelle du loup est la louve, son petit le louveteau. Une jeune louve de moins de 6 mois s'appelle une loupiote. De six mois à un an, le louveteau peut aussi être appelé louvard pour le mâle, et louvarde pour la femelle mais ce terme n'est pas très utilisé[réf. souhaitée].
Le loup peut émettre de multiples vocalises : glapir, gémir, geindre, geindre plaintivement, lancer une plainte, gronder plaintivement, gronder, grogner, japper, aboyer, hurler.

## Caractéristiques communes
Les caractéristiques générales des loups sont celles des canidés, ce sont donc des mammifères carnassiers avec des différences pour chaque espèce : voir les articles détaillés pour plus d'informations, notamment sur leur constitution physique ou sur leur mode de vie respectif.
Ces espèces ont toutes en commun d'être plus grandes que les renards, ou même que les chacals, et de n'être pas domestiquées contrairement aux chiens. Ce sont des carnivores qui vivent généralement en meute.

## Loup et classification scientifique
Le terme de « loup » ne peut pas être pris comme strict synonyme de Canis lupus puisque le chien, le dingo et le chien chanteur sont souvent considérés comme faisant aussi partie de l'espèce Canis lupus. On distingue ainsi, dans le genre Canis, un grand nombre de sous-espèces parmi les Canis lupus, mais aussi des espèces distinctes, comme le loup d'Abyssinie (Canis simensis) et peut-être de nouvelles espèces, qui ont dans leur nom français le terme  « loup ».
En effet, la plupart des populations qualifiées de loups en français sont considérées traditionnellement comme des sous-espèces du loup gris Canis lupus, cependant les connaissances des spécialistes progressant, le statut taxinomique de certaines populations de loups, comme le loup rouge, le loup des Indes, le loup de l'Est ou encore un loup de l'Himalaya (Canis himalayensis) reste incertain, mais tend à les différencier des Canis lupus, à la lumière des recherches sur l'ADN mitochondrial au début du XXIe siècle.
Plusieurs espèces qui peuvent être occasionnellement assimilées à des loups ne sont même pas incluses dans le genre Canis, mais font aussi partie de la famille des Canidae. C'est par exemple le cas du loup de Magellan (Lycalopex culpaeus) ou, du désormais éteint loup des Falkland (en latin : Dusicyon australis), et aussi du loup à crinière (Chrysocyon brachyurus), même si ces trois dernières espèces sont anatomiquement plus proches des renards.

Quelques sous-espèces du Loup gris (Canis lupus) qui est à l'origine de la plupart des loups et des chiens
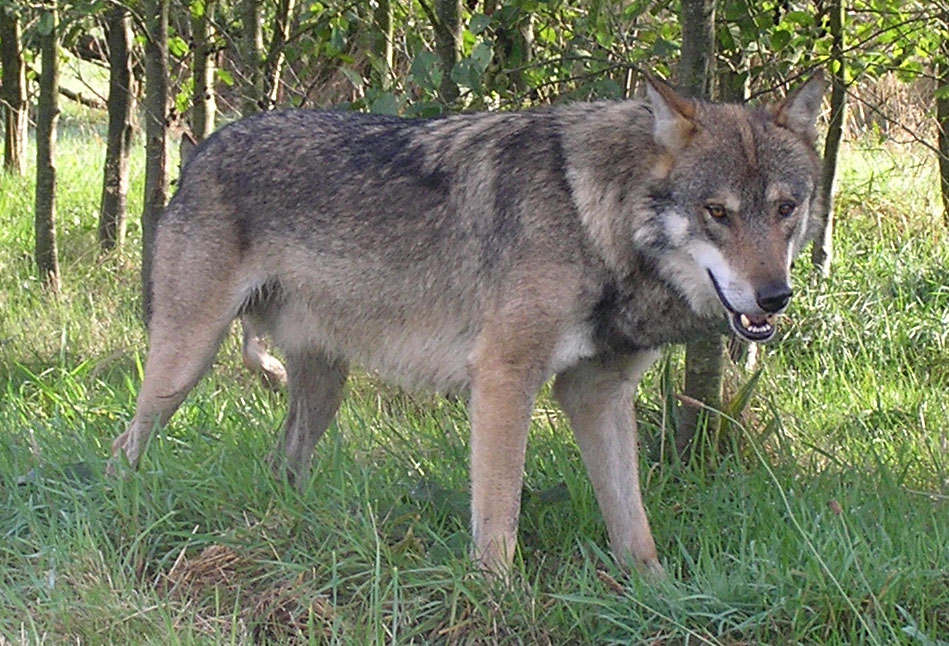
Loup gris commun. (Canis lupus lupus). le plus courant en Eurasie.
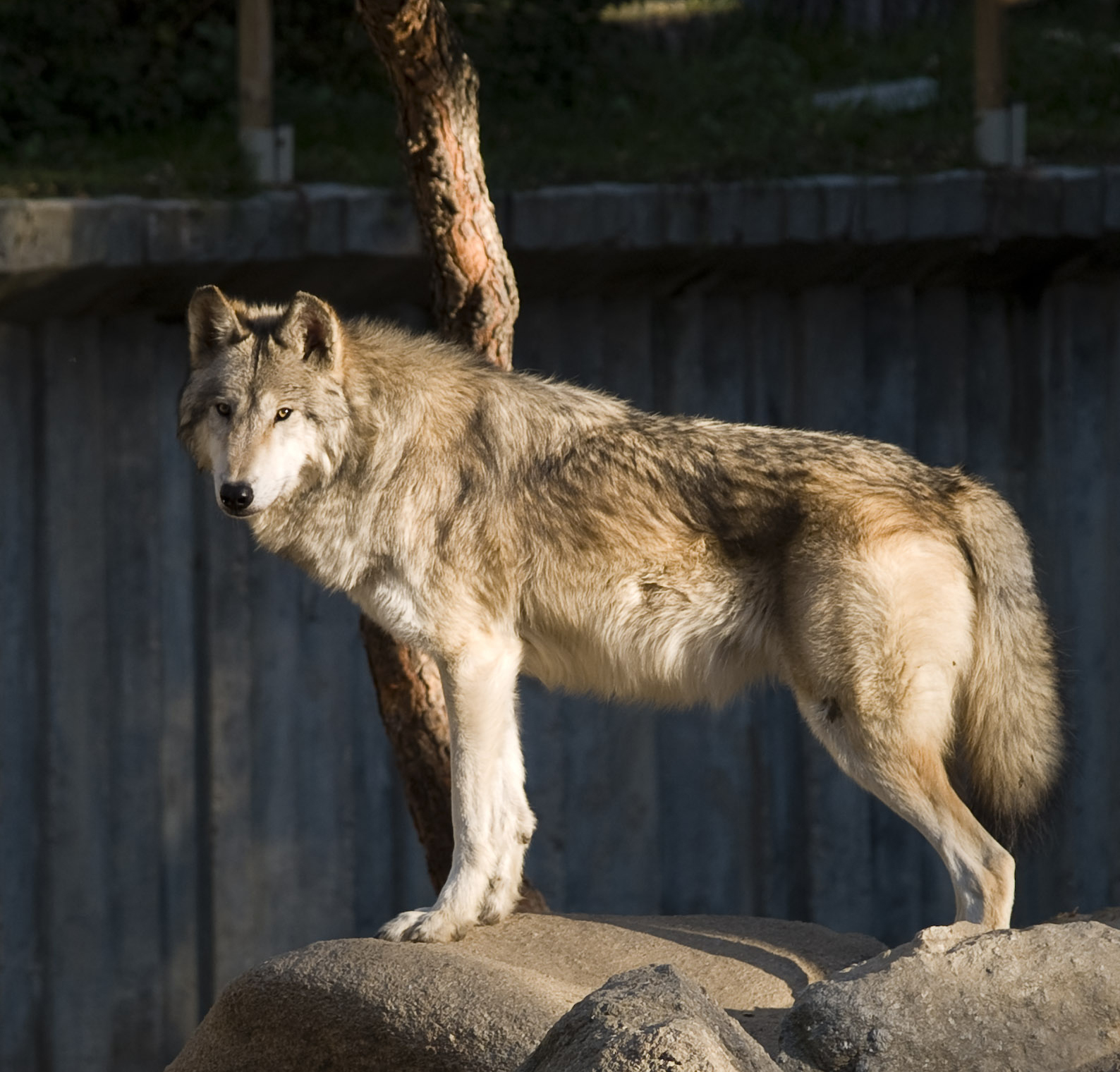
Loup du Canada (Canis lupus occidentalis).
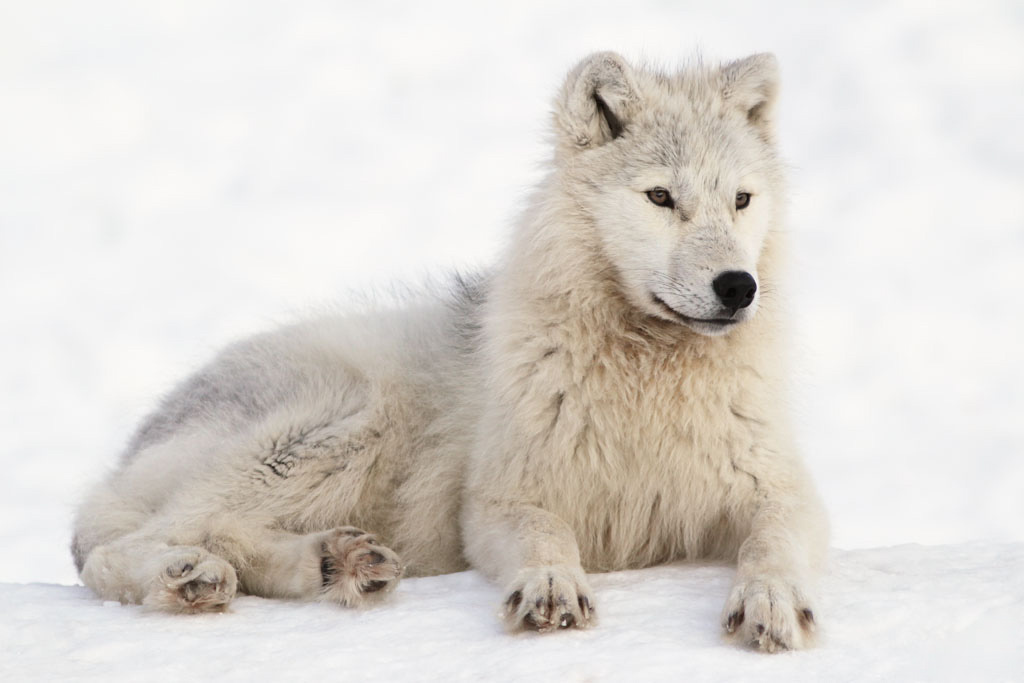
Loup arctique (Canis lupus arctos).
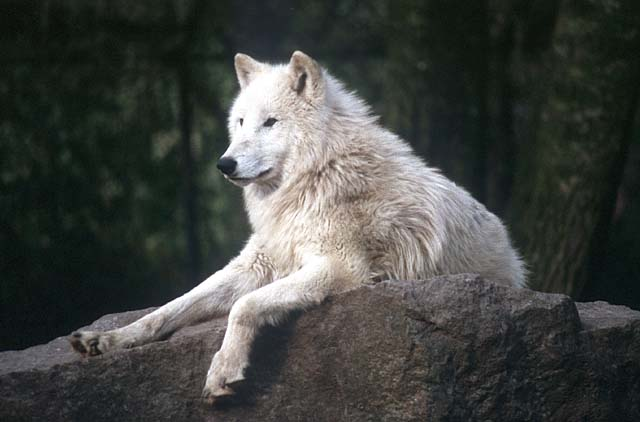
Loup de Sibérie (Canis lupus albus).

Quelques loups distincts du Loup gris parmi le genre Canis
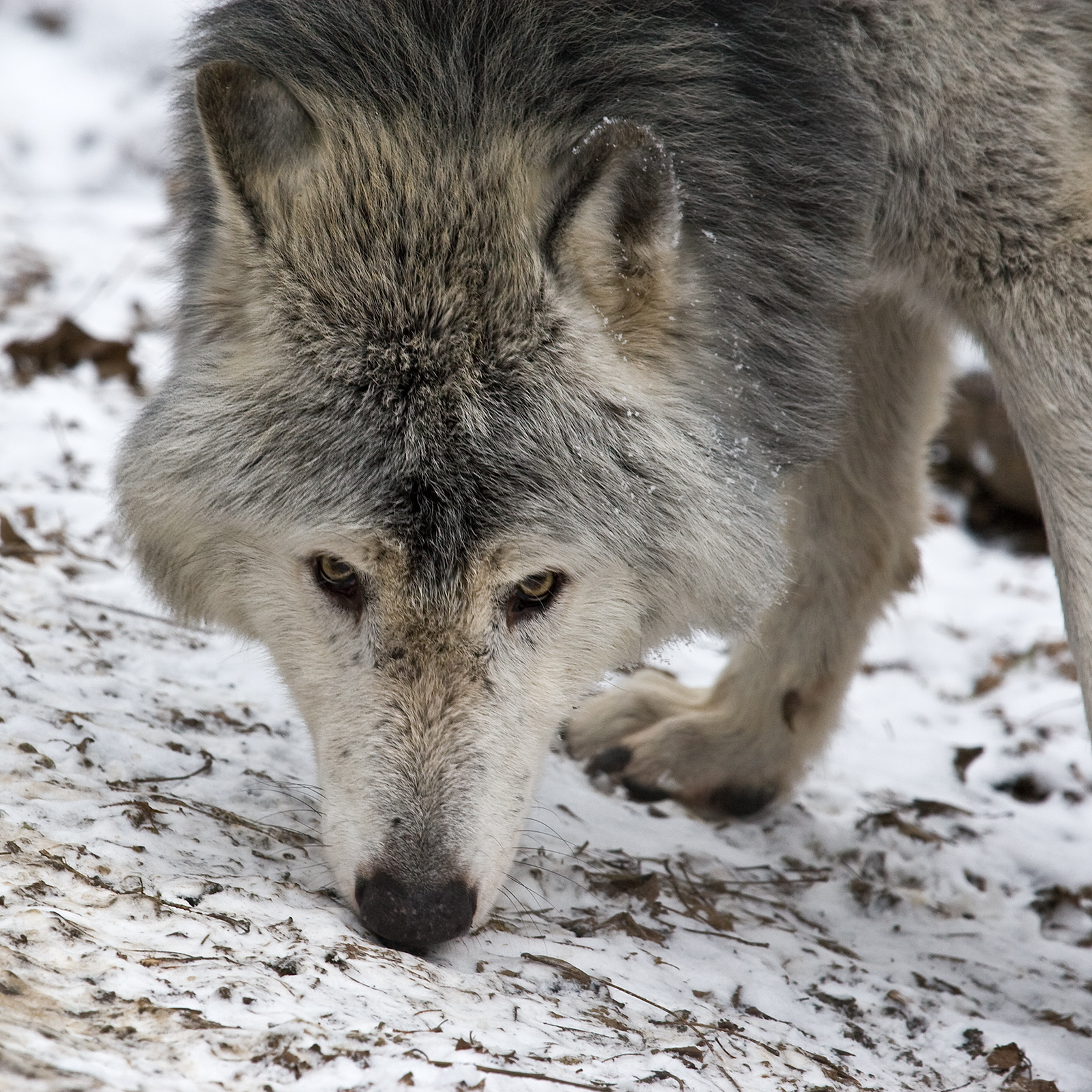
Loup de l'Est (Canis lycaon).
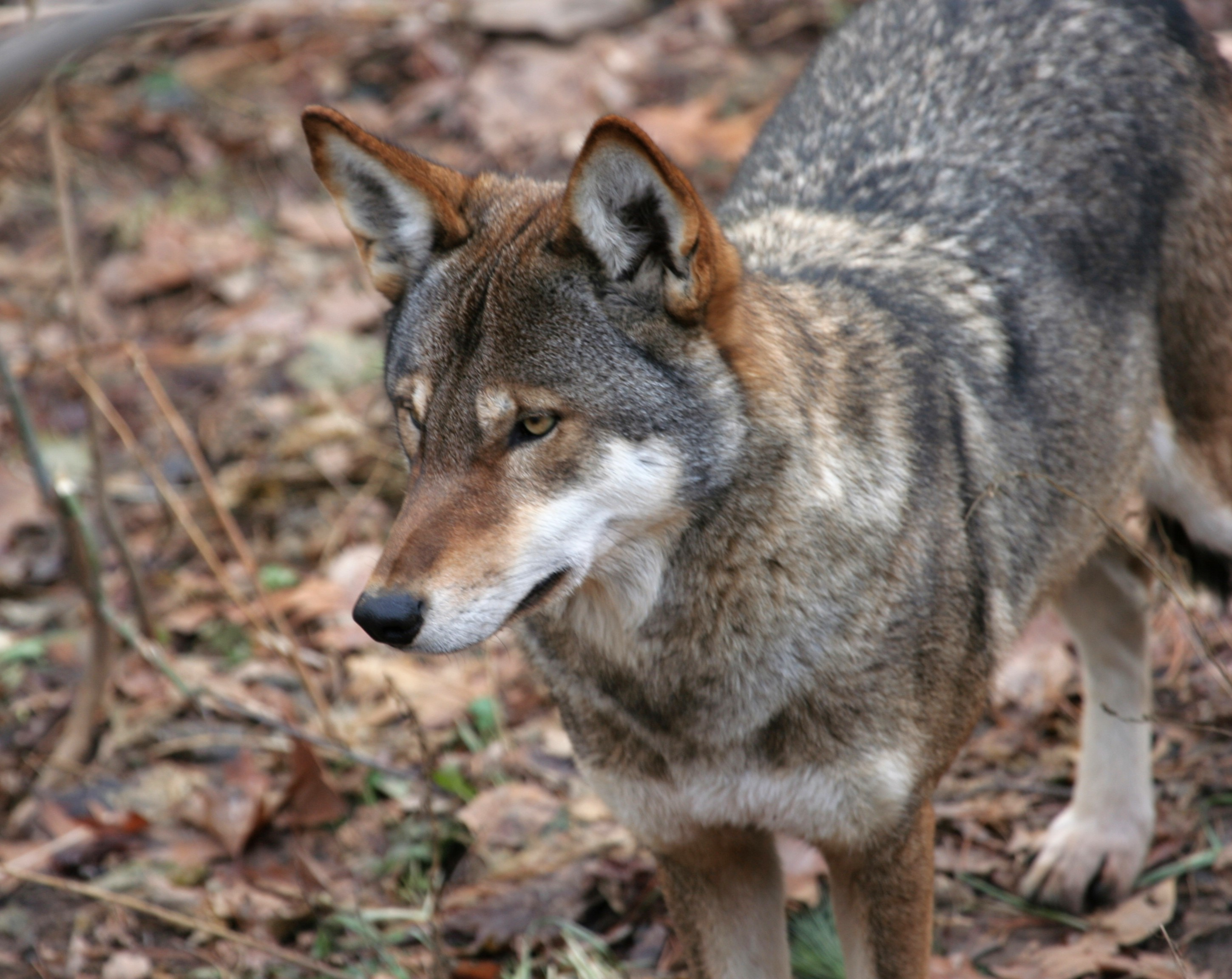
Loup rouge (Canis rufus).
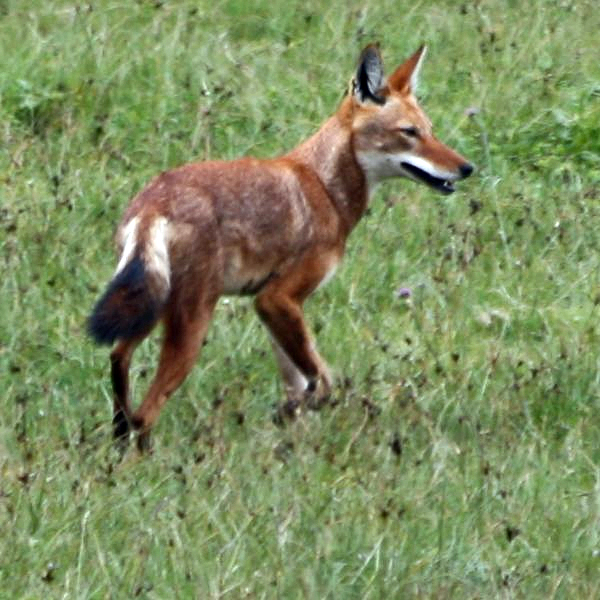
Loup d'Abyssinie (Canis simensis).
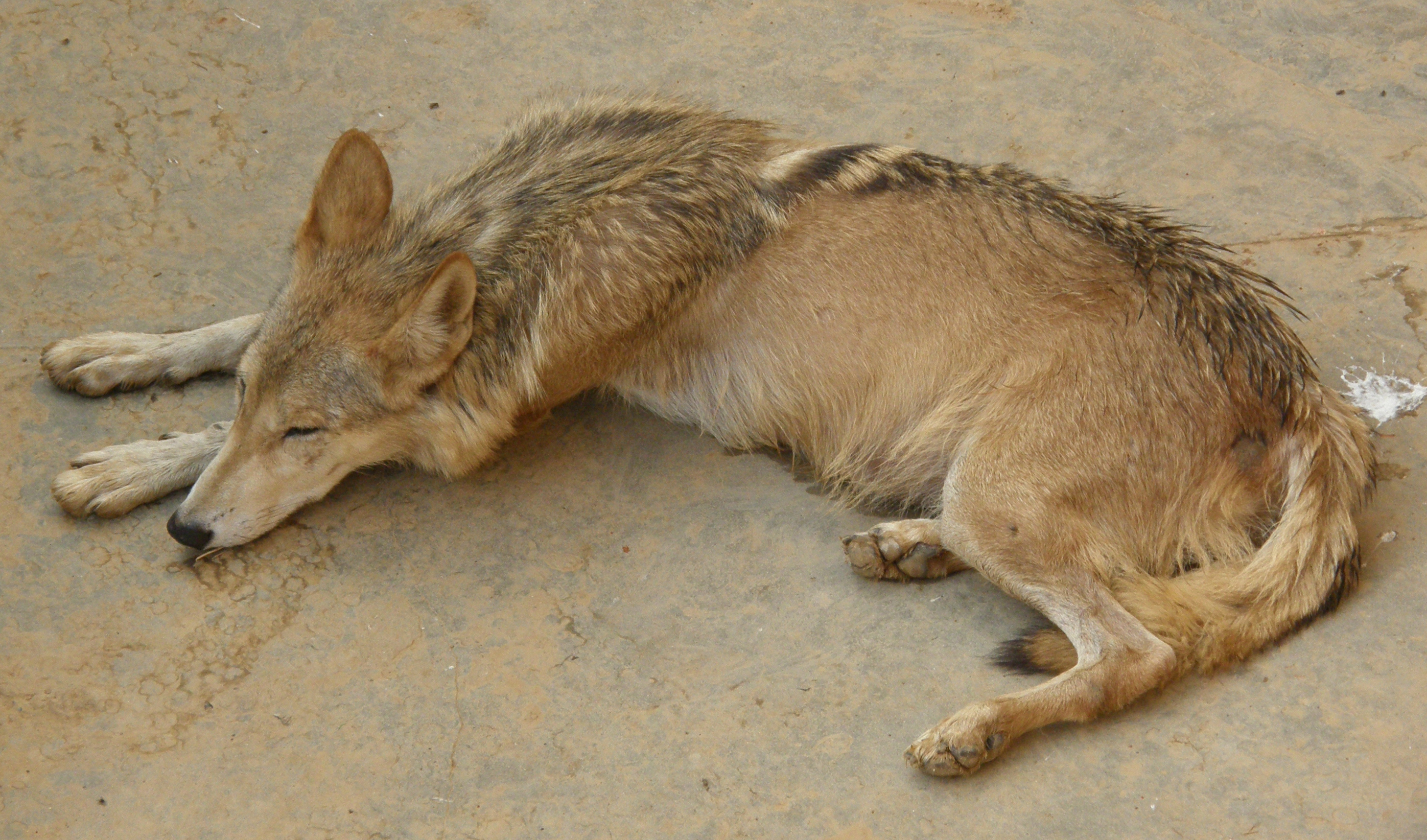
Loup des Indes. (Canis indica)
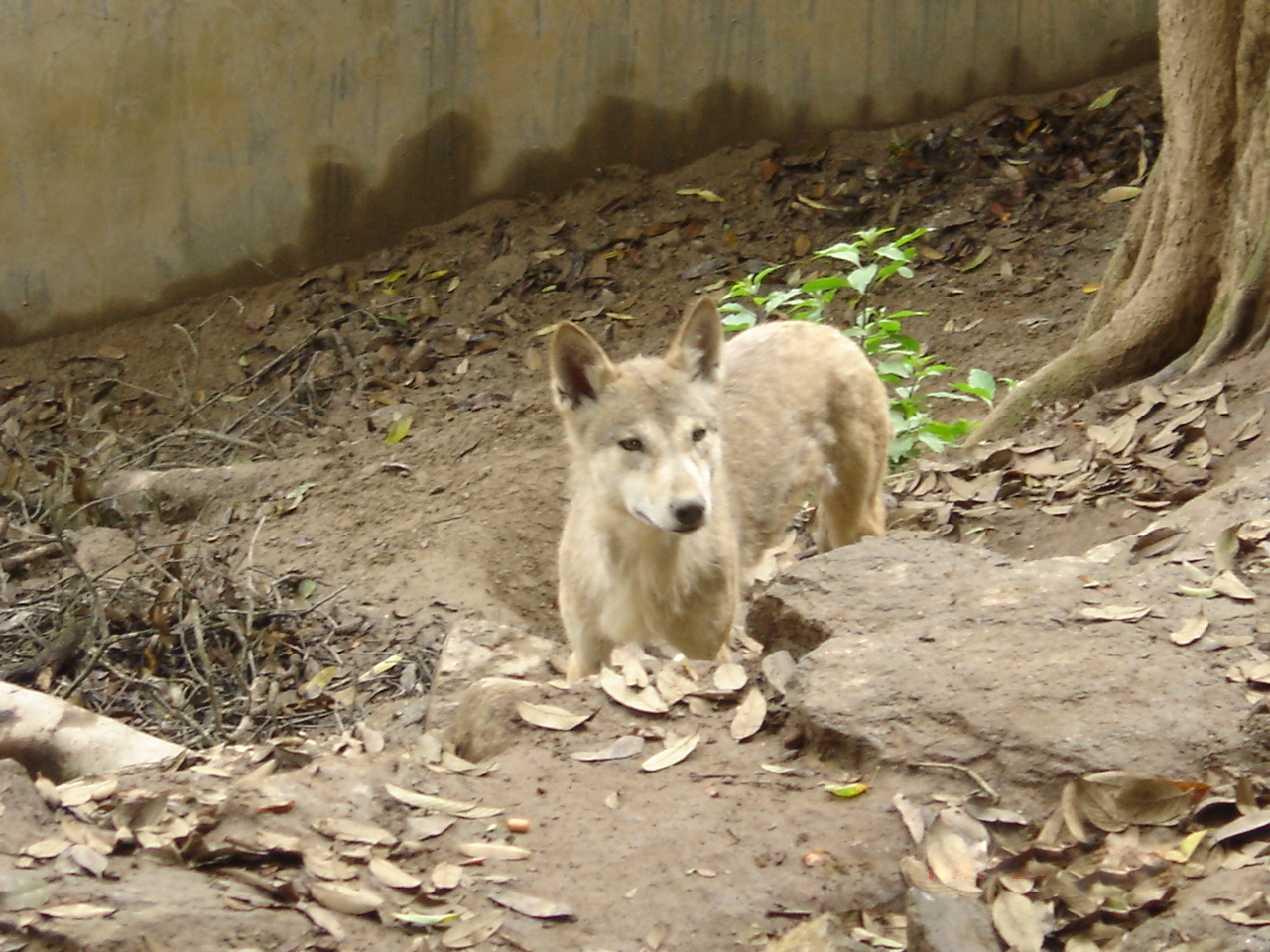
Canis himalayensis.

On les appelle aussi parfois des loups même si ce sont des canidés plus éloignés
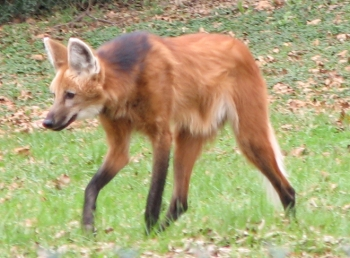
Loup à crinière (Chrysocyon brachyurus).
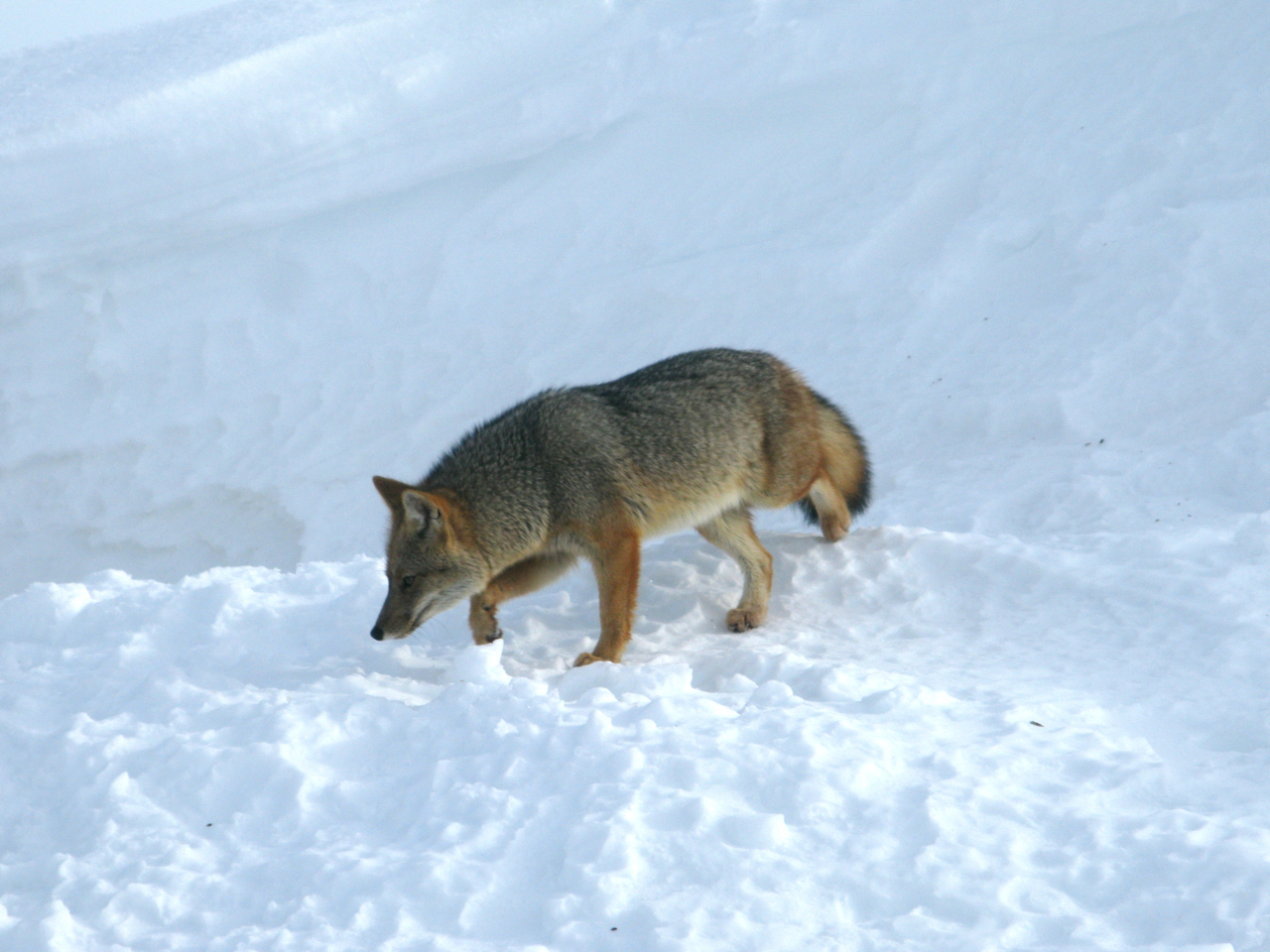
Loup de Magellan (Lycalopex culpaeus).
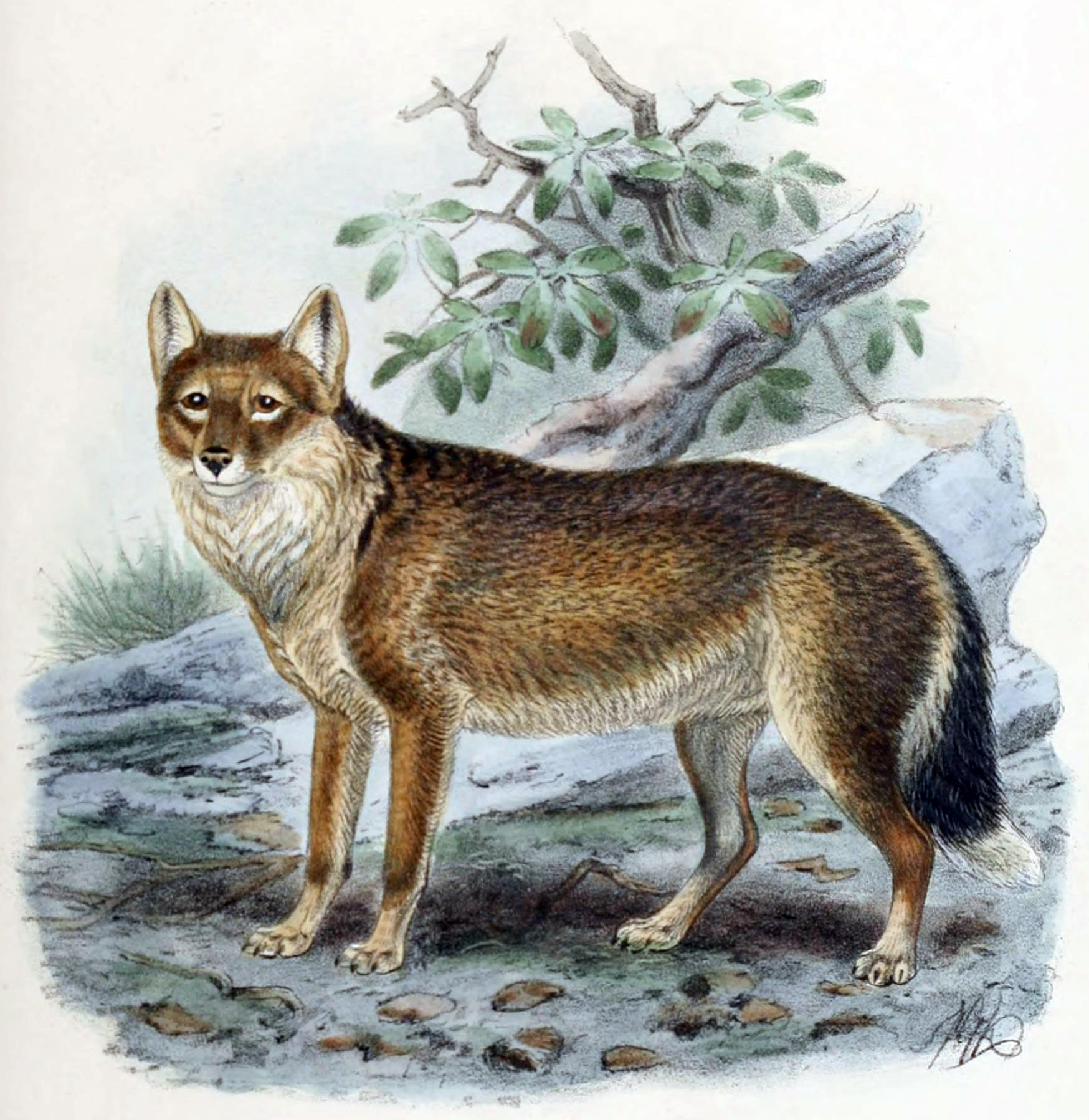
Loup des Falkland (Dusicyon australis), éteint.

## Noms français des loups et noms scientifiques correspondants
Liste alphabétique de noms vulgaires ou de noms vernaculaires de canidés dont l'appellation « loup » attestée en français.

Note : certaines espèces ont plusieurs noms et, les classifications évoluant encore, certains noms scientifiques ont peut-être un autre synonyme valide.
En gras, les plus communes pour les francophones.
- Loup - sans autre précision, le loup gris (en latin : Canis lupus)[8],[9],[10],[11],[12],[13]
- Loup aboyeur - (en latin : Canis latrans), plus connu sous le nom de coyote[9]
- Loup à crinière - (en latin : Chrysocyon brachyurus)[13],[9],[10]
- Loup arctique - la sous-espèce Canis lupus arctos[12]
- Loup austro-hongrois - idem loup de la canne[12]
- Loup blanc - idem loup de Sibérie[12]
- Loup commun - idem loup gris[9],[12] ou bien sa sous-espèce Canis lupus lupus[12]
- Loup commun de la canne - idem loup de la canne[12]
- Loup commun de la presqu'île Kenai - idem loup de la péninsule de Kenai[12]
- Loup commun de Terre-Neuve - idem loup de Terre-Neuve[12]
- Loup commun des Montagnes Cascades - idem loup des Montagnes Cascades[12]
- Loup commun du Japon - idem loup du Japon[12]
- Loup commun du Nebraska - idem loup des plaines[12]
- Loup commun du Texas - idem loup du Texas[12]
- Loup commun des Montagnes Rocheuses du Sud - idem loup des Rocheuses méridionales[12]
- Loup d'Abyssinie - Canis simensis[12]
- Loup d'Alaska - la sous-espèce Canis lupus pambasileus[12]
- Loup d'Alberta - la sous-espèce Canis lupus occidentalis[12]
- Loup d'Arabie - la sous-espèce Canis lupus arabs[12], rattaché parfois à une autre sous-espèce
- Loup d'Espagne ou loup de l'Espagne - idem loup ibérique[14]
- Loup d'Hokkaido ou loup de Hokkaido - la sous-espèce Canis lupus hattai[12], éteint
- Loup d'Italie - la sous-espèce Canis lupus italicus[12]
- Loup d'Oregon - la sous-espèce Canis lupus fuscus, éteint
- Loup d'Éthiopie - idem loup d'Abyssinie
- Loup d’Égypte - la sous-espèce Canis lupus lupaster
- Loup d'Europe - la sous-espèce Canis lupus lupus, le Loup gris commun[12]
- Loup de Bernard - la sous-espèce Canis lupus bernardi[12]
- Loup de Chine -  la sous-espèce Canis lupus chanco[12]
- Loup de Colombie - la sous-espèce Canis lupus columbianus[12]
- Loup de Gregory - la sous-espèce Canis lupus gregoryi[12]
- Loup de Honshū - la sous-espèce Canis lupus hodophilax, éteint
- Loup de Kenai - idem loup de la péninsule de Kenai[12]
- Loup de Mackenzie - la sous-espèce Canis lupus mackenzii[12]
- Loup de Magellan - (en latin : Pseudalopex culpaeus)
- Loup de Mongolie - la sous-espèce Canis lupus chanco ou Canis lupus laniger
- Loup de Murcie - la sous-espèce Canis lupus deitanus[12], éteint
- Loup de Russie - la sous-espèce Canis lupus communis
- Loup de Sibérie - la sous-espèce Canis lupus albus
- Loup de Terre Victoria - la sous-espèce Canis lupus bernardi, éteint
- Loup de Terre-Neuve - la sous-espèce Canis lupus beothucus[12], éteint
- Loup de Vancouver - la sous-espèce Canis lupus crassodon[12]
- Loup de Yougoslavie - la sous-espèce Canis lupus kurjak
- Loup de l'Arctique - idem loup arctique[12]
- Loup de l'Est - Canis lycaon[15] ou Canis lupus lycaon[12], statut taxinomique discuté
- Loup de l'Hudson - la sous-espèce Canis lupus hudsonicus[12]
- Loup de l'île Vancouver - Canis lupus crassodon[10]
- Loup de l'archipel Alexandre - la sous-espèce Canis lupus ligoni[12]
- Loup de la canne - la sous-espèce Canis lupus minor[12]
- Loup de la Terre de Baffin - la sous-espèce Canis lupus manningi[12]
- Loup de la Terre Victoria - idem loup de Bernard[12]
- Loup de la Toundra - la sous-espèce Canis lupus tundrarum ou Canis lupus albus[12]
- Loup de la toundra d'Alaska - idem loup de la Toundra[12]
- Loup de la toundra eurasienne - idem loup de Sibérie[12]
- Loup de la péninsule de Kenai - la sous-espèce Canis lupus alces, éteint
- Loup de la presqu'île Kenai - idem loup de la péninsule de Kenai[12]
- Loup de Sibérie - la sous-espèce Canis lupus albus[12]
- Loup des Carpates - idem loup d'Europe
- Loup des Falkland - Dusicyon australis[9],[12], ex Canis antarcticus
- Loup des îles Falkland - aussi appelé loup des Falkland[12]
- Loup des Indes - idem loup indien[12]
- Loup des Montagnes Cascades - la sous-espèce Canis lupus fuscus[12]
- Loup des Montagnes Rocheuses du Sud - idem loup des Rocheuses méridionales[12]
- Loup des Rocheuses méridionales - la sous-espèce Canis lupus youngi, éteint
- Loup des Rocheuses septentrionales - la sous-espèce Canis lupus irremotus[12]
- Loup des bisons - idem loup des plaines[12]
- Loup des bois de l'Est - idem loup de l'Est
- Loup des grandes plaines - idem loup des plaines
- Loup des pampas - voir loup à crinière[9]
- Loup des plaines - la sous-espèce Canis lupus nubilus[12]
- Loup des prairies - la sous-espèce Canis lupus griseoalbus[12]
- Loup des steppes - la sous-espèce Canis lupus campestris[12]
- Loup doré - Canis aureus[9]
- Loup du Canada  - loup de l'Est[12] et loup de l'Alberta
- Loup du Caucase - la sous-espèce Canis lupus cubanensis[12]
- Loup du Groenland - la sous-espèce Canis lupus orion[12]
- Loup du Japon - la sous-espèce Canis lupus hodophylax[12]
- Loup du Labrador - la sous-espèce Canis lupus labradorius[12]
- Loup du Mexique - la sous-espèce Canis lupus baileyi[12]
- Loup du Texas - la sous-espèce Canis lupus monstrabilis[12], éteint
- Loup du Tibet - la sous-espèce Canis lupus laniger[12]
- Loup du désert d'Asie - la sous-espèce Canis lupus desertorum
- Loup eurasien - idem loup d'Europe
- Loup européen - idem loup d'Europe
- Loup gris commun - idem loup d'Europe
- Loup gris de l'Est - idem loup de l'Est
- Loup gris - Canis lupus[9],[10],[12], à l'exclusion des chiens et dingos
- Loup hurleur - idem Loup aboyeur (= coyote)[9]
- Loup ibérique - la sous-espèce Canis lupus signatus[14]
- Loup indien - canis pallipes[10], selon certains auteurs Canis lupus pallipes
- Loup Mogollon - la sous-espèce Canis lupus mogollensis[12]
- Loup Mongollon - la sous-espèce Canis lupus mongollonensis, éteint
- Loup odorant - idem Loup aboyeur (= coyote)[9]
- Loup ordinaire de l'Est - idem loup de l'Est[10]
- Loup peint - Lycaon pictus[9],[10],[12]
- Loup rouge de l'Est - idem loup de l'Est
- Loup rouge - Canis rufus[10], statut taxinomique discuté
- Loup rouge commun - la sous-espèce Canis rufus rufus[12]
- Loup rouge de Floride - la sous-espèce Canis rufus floridanus[12]
- Loup roux - idem loup rouge[9],[10]
- Loup vulgaire - idem loup gris[12]
- Loup vulgaire de la canne - idem loup de la canne[12]
- Loup vulgaire de la presqu'île Kenai - idem loup de la péninsule de Kenai[12]
- Loup vulgaire de Terre-Neuve - idem loup de Terre-Neuve[12]
- Loup vulgaire des Montagnes Cascades - idem loup des Montagnes Cascades[12]
- Loup vulgaire du Japon - idem loup du Japon[12]
- Loup vulgaire du Nebraska - idem loup des plaines[12]
- Loup vulgaire du Texas - idem loup du Texas[12]
- Loup vulgaire des Montagnes Rocheuses du Sud - idem loup des Rocheuses méridionales[12]

## Le loup et l'homme

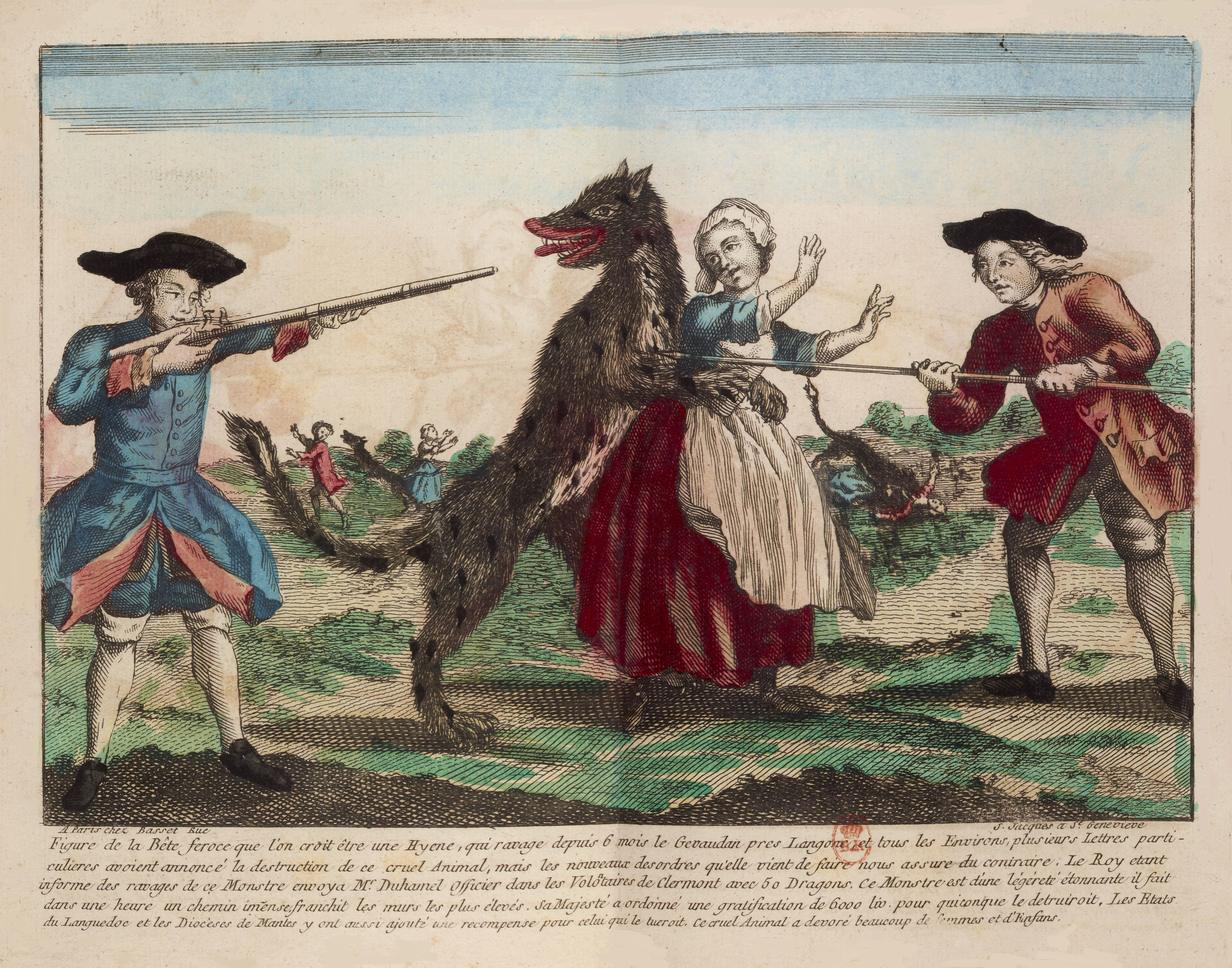
La bête du Gévaudan dans l'imagerie populaire.

Utilisé comme symbole de la nature cruelle et sauvage, le loup est souvent présenté comme l'antinomie du chien, considéré comme utile et fidèle. L'aboutissement de ces peurs étant l'image anthropomorphique du loup-garou. 
En fait, le loup évoqué dans la culture occidentale, depuis le Moyen Âge au moins, est surtout le loup gris. Ce dernier n'a que peu de rapports avec l'animal observé à l'époque contemporaine[réf. souhaitée]. Autant les loups sont des animaux sociaux assez craintifs[réf. nécessaire], autant le loup mythique est un animal aussi solitaire qu'agressif. Son hurlement est aussi très souvent utilisé pour évoquer la peur. 
Certains faits historiques sanguinaires sont restés célèbres, comme la terrible bête du Gévaudan dont il est vraisemblable qu'il s'agissait d'un loup.
Les loups sont souvent présents aussi dans les œuvres comme personnages de fiction et dans les contes populaires.
Environ douze mille attaques de loups contre des humains sont statistiquement recensées en France, entre le XVIe et le XVIIIe siècle, d'après les travaux de Jean-Marc Moriceau. 
En France, les loups enragés continuent à faire des dizaines de victimes, les deux dernières mourant en 1883, en Dordogne.
En 1957 et en 1959, quatre petits garçons sont attaqués par une louve, en Galice.
Certaines parties du corps des loups entraient même autrefois dans la composition de remèdes à base de loup.
Les loups étaient traditionnellement empoisonnés à l'aide de plantes telles que l'aconit tue-loup, le colchique, le lichen du mélèze, la ciguë aquatique et le daphné bois-gentil.